# マルシュ＝アン＝ファメンヌ行政区
マルシュ＝アン＝ファメンヌ行政区（フランス語:Arrondissement de Marche-en-Famenne オランダ語:Arrondissement Marche-en-Famenne）は、ベルギーのワロン地域のリュクサンブール州にある5つの行政区の1つ。

## 下位行政区
下記の9コミューン（基礎自治体）から成る。
- デュルビュイ (Durbuy)
- Erezée
- Hotton
- La Roche-en-Ardenne
- Manhay
- マルシュ＝アン＝ファメンヌ (Marche-en-Famenne)
- Nassogne
- Rendeux
- Tenneville